# Архитектура системы безопасности в сетях LTE
Архитектура системы безопасности в сетях LTE — это структура сотовой сети стандарта LTE, описанная в технических спецификациях 3GPP TS 33.401 и 3GPP TS 33.402, которая включает набор методов, позволяющих обеспечить безопасную связь между узлами сети, конфиденциальность и целостность пользовательских данных.
Данная архитектура предложена консорциумом 3GPP в 2008 году. Текущая версия — Realease 11

## Развитие архитектуры безопасности мобильных сетей
Основные принципы проверки подлинности пользователей и шифрования для сотовых сетей были сформулированы ещё при разработке сетей GSM. Впоследствии, они помогли уменьшить проблемы безопасности в более ранних беспроводных телекоммуникационных системах и способствовали успешному коммерческому распространению сетей GSM по всему миру. Архитектура сетей следующего поколения UMTS сохранила хорошие характеристики безопасности использовавшиеся в GSM и ввела новые, которые включают:
- Открытое рассмотрение и обсуждение алгоритмов шифрования и аутентификации
- Включение в спецификации набора алгоритмов MILENAGE, как пример алгоритмов, которые могут использоваться операторами, не имеющих возможности разработать свои собственные
- Использование 128-битного ключа шифрования (в отличие от 64 битного, использовавшегося в сетях предыдущего поколения).
- Взаимную процедуру проверки подлинности и целостности данных между устройствами в сети.

В 2004 году, консорциум 3GPP, разрабатывающий спецификации для мобильной телефонии начал работу над технологией следующего поколения мобильных сетей. Основные цели этой работы заключались в увеличении пропускной способности, спектральной эффективности и уменьшению задержек при передаче данных в мобильной сети. Также консорциум начал разрабатывать стандарты для Evolved Packet Core, с целью упрощения основных элементов опорной сети и глубокой интеграцией с различными стандартами мобильных сетей.
Разработка стандартов архитектуры безопасности началась в 2005 году. Основные принципы основывались на стандартах, предложенных в рамках сетей UMTS. В дополнение к имеющимся спецификациям требовалось улучшение показателей безопасности, включающее возможность расширения ключей (переход с 128 на 256-битные ключи) и введения новых алгоритмов, сохраняя обратную совместимость.

## Требования к системе безопасности LTE
Архитектура сетей LTE сильно отличается от схемы, используемой в существующих сетях 3G. Это различие порождает необходимость адаптировать и улучшать механизмы обеспечения безопасности. Наиболее важным требованием к механизмам безопасности остается гарантия по крайней мере того же уровня безопасности, который уже существует в сетях стандарта 3G. Основные изменения и дополнения, предназначенные для удовлетворения новых требований, были сформулированы следующим образом:
- Иерархическая ключевая инфраструктура, в рамках которой для решения различных задач используются различные ключи;
- Разделение механизмов безопасности для слоя без доступа, на котором осуществляется поддержка связи между узлами сети и мобильным терминалом, и механизмов безопасности для слоя с доступом, обеспечивающего взаимодействие между оконечным сетевым оборудованием (включая набор базовых станций и мобильными терминалами;
- Концепция превентивной безопасности, которая способна снизить масштабы урона, наносимого при компрометации ключей;
- Добавление механизмов безопасности для обмена данными между сетями 3G и LTE.

В настоящий момент широко используются различные механизмы безопасности, позволяющие обеспечить конфиденциальность пользовательских данных, аутентификацию абонентов, конфиденциальность данных при их передаче по протоколам U-Plane (пользовательские данные) и C-Plane (управляющие данные), а также комплексную защиту протокола C-Plane при его совместном использовании с другими международными стандартами обмена. Существуют четыре основных требования к механизмам безопасности технологии LTE:
- Обеспечить как минимум такой же уровень безопасности, как и в сетях типа 3G, не доставляя неудобства пользователям;
- Обеспечить защиту от Интернет-атак;
- Механизмы безопасности для сетей LTE не должен создавать препятствий для перехода со стандарта 3G на стандарт LTE;
- Обеспечить возможность дальнейшего использования программно-аппаратного модуля USIM (универсальная сим-карта).

Последние два пункта обеспечиваются использованием механизма 3GPP AKA (Authentication and Key Agreement). Требования же безопасности к компоненту Evolved Packet Core, то есть к опорной сети LTE, могут быть выполнены с использованием технологии безопасной доменной зоны Network Domain Security на сетевом уровне, как это описано в стандарте TS 33.210, также как и для сетей 3G.

## Основные элементы системы безопасности
Основные аспекты архитектуры безопасности сети LTE описаны в TS 33.401. Согласно этой спецификации, для безопасного обмена данными в сети LTE необходимо создание надежного соединения между пользовательским устройством и сетью оператора — Public Land Mobile Network. Также безопасные соединения должны быть созданы между пользовательским устройством и непосредственно опорной сетью — IMS Core Network Subsystem, прежде чем пользователю могут быть предоставлены любые услуги.
Стандарт выделяет пять основных групп безопасности:
1. Архитектура безопасности сети должна обеспечить пользователей надежным доступом к сервисам и обеспечить защиту от атак на интерфейсы.
2. Сетевой уровень позволяет узлам сети безопасно обмениваться как пользовательскими, так и управляющими данными и обеспечивает защиту от атак на проводные линии.
3. Пользовательский уровень обеспечивает безопасный доступ к мобильному устройству.
4. Уровень приложений позволяет приложениям безопасно обмениваться сообщениями.
5. Видимость и возможность изменять настройки безопасности позволяет пользователю узнать, обеспечивается ли безопасность и включать различные режимы.

## Модель безопасности в сетях LTE
Модель безопасности (trust model) сети LTE очень похожа на модель, предложенную в рамках сетей UMTS. Её можно грубо описать как сеть, состоящую из надежной опорной сети (core network), а также совокупности интерфейсов между базовыми станциями, пользовательскими устройствами и опорной сетью, которые уязвимы для атак.
Взаимодействие базовых станций и опорной сети основывается на протоколах IPsec и IKE. Сильные криптографические методы обеспечивают защиту типа точка-точка для соединения между опорной сетью и пользовательским устройством.
В архитектуре сети LTE для создания плоской структуры сети было принято решение отказаться от контроллеров радиосети — RNC. Тем не менее, так как в технологии LTE некоторый функционал контроллеров интегрирован в базовые станции, то решения, применимые в рамках сетей третьего поколения, не могут быть прямо переложены на сети LTE. К примеру, базовые станции осуществляют хранение ключа шифрования только на период сеанса связи с мобильным терминалом. То есть, в отличие от сетей третьего поколения, ключ шифрования для закрытия управляющих сообщений не хранится в памяти, если связь с мобильным терминалом не установлена. Кроме того,базовые станции сети LTE могут быть установлены в незащищенной местности для обеспечения покрытия внутренних помещений (например, офисов), что, ожидаемо, приведет к возрастанию риска несанкционированного доступа к ним. Таким образом, основное место в котором пользовательские данные находится под угрозой это непосредственно базовая станция.

## Безопасность базовых станций
Чтобы свести к минимуму подверженность атакам, базовая станция должна обеспечить безопасную среду, которая поддерживает выполнение таких чувствительных операций, таких как шифрование и расшифровка пользователей данных, хранения ключей. Кроме того, перемещение конфиденциальных данных должны ограничиваться этой безопасной средой.
Поэтому меры противодействия, описанные ниже, разработаны специально для минимизации вреда, наносимого в случае кражи ключевой информации из базовых станций:
- Проверка целостности устройства;
- Взаимная аутентификация базовой станции оператора (выдача сертификатов);
- Безопасные обновления;
- Механизм контроля доступа;
- Синхронизация времени;
- Фильтрация трафика.

Даже с предпринятыми мерами безопасности, следует учитывать, атаки на базовые станции. Если атака успешна, то злоумышленник может получить полный контроль, включая доступ ко всем передаваемым данным, как от пользовательского устройства, так и информации передаваемой к другим базовым станциям. Чтобы противодействовать результату такого рода нападений на базовую станцию, злоумышленник не должен быть в состоянии изменять как пользовательские данные, так и управляющие данные контрольного канала, предназначаемый другим базовым станциям.

## Типы алгоритмов и размеры ключей в сетях LTE
В сетях LTE алгоритмы шифрования и обеспечения комплексной безопасности основаны на технологии Snow 3G и стандарте AES. Помимо этих двух алгоритмов, в новых релизах планируется использоваться два дополнительных алгоритма таким образом, что даже если один из алгоритмов будет взломан, оставшиеся должны обеспечить безопасность сети LTE.
В настоящее время для проверки целостности данных и шифрования алгоритмы, используемые в LTE, имеют 128-битные ключи. Тем не менее, в спецификациях имеется возможность использовать 256-битные ключи. В качестве алгоритмов шифрования используются следующие:
- 128-EEA1 основанный на алгоритме Snow 3G. В точности повторяет алгоритм UEA2, специфицированный для сетей UMTS
- 128-EEA2 основанный на алгоритме AES

Для проверки целостности данных, спецификации предлагают следующие алгоритмы:
- 128-EIA1 основанный на алгоритме Snow 3G. В точности повторяет алгоритм UIA2, специфицированный для сетей UMTS
- 128-EIA2 основанный на алгоритме AES